# Marie Tharpová

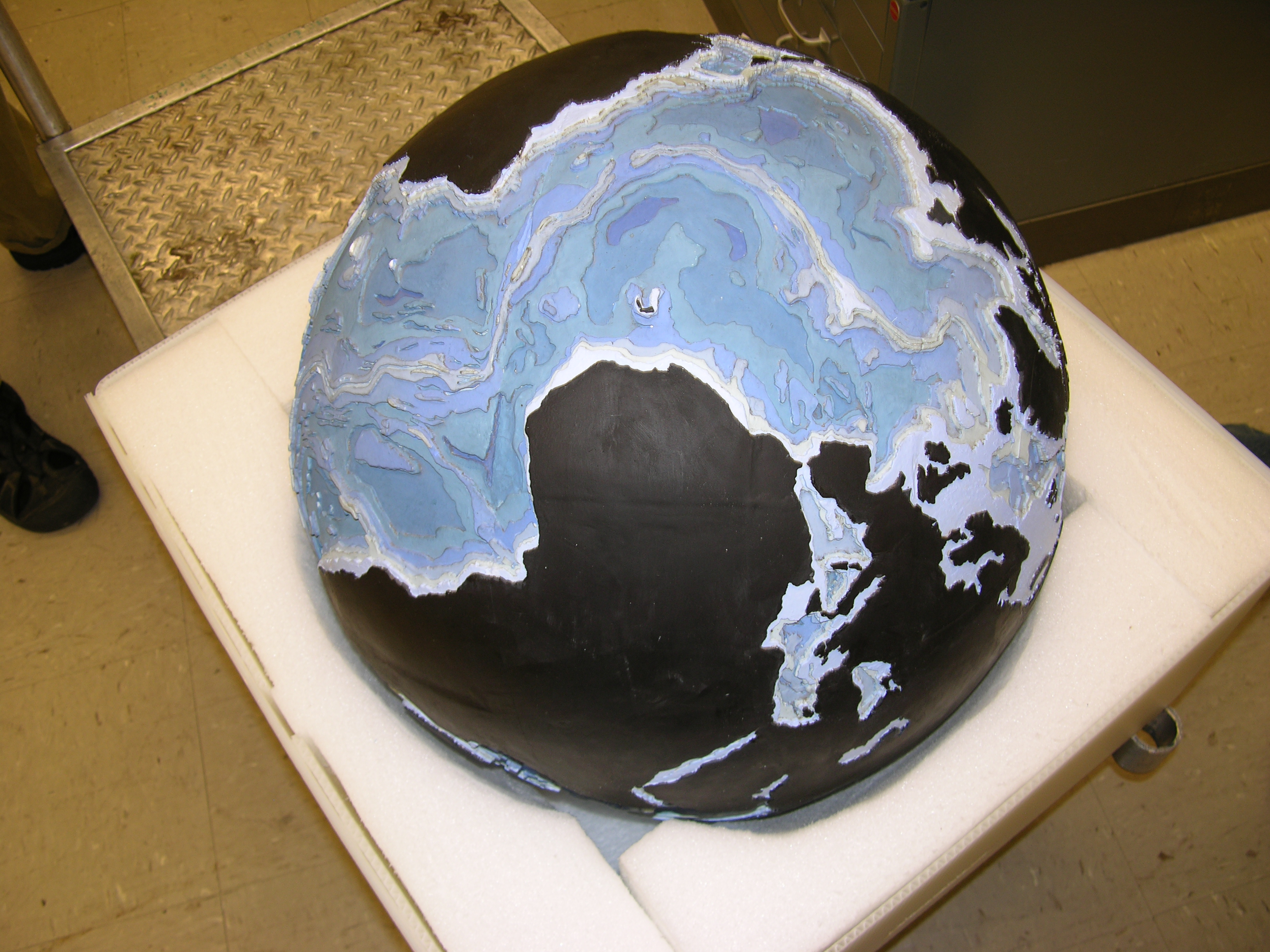
Batymetrický glóbus vytvořený Marií Tharpovou a Brucem Heezenem

Ručně vytvořená mapa vytvořená Tharpovou a Heezenem zachycující raný vývoj chápání dna oceánu (1957)

Marie Tharpová (30. července 1920, Ypsilanti – 23. srpna 2006, Nyack) byla americká geoložka a oceánografická kartografka. V 50. letech 20. století spolupracovala s geologem Brucem Heezenem na vytvoření první mapy dna Atlantského oceánu.
Její objev Středoatlantského hřbetu způsobil změnu paradigmatu, která vedla k přijetí teorií deskové tektoniky a kontinentálního driftu.

## Mládí a vzdělání
Marie Tharpová se narodila 30. července 1920 v Ypsilanti v Michiganu jako jediné dítě Berthy Louisy Tharpové, učitelky německého a latinského jazyka, a Williama Edgara Tharpa, zeměměřiče pro Ministerstvo zemědělství Spojených států amerických. Často doprovázela svého otce při práci v terénu, takže se k tvorbě map dostala velmi brzy. Navzdory tomu neměla zájem věnovat se tomuto oboru, protože v té době to bylo chápáno jako mužská práce.[zdroj?]
Vzhledem k povaze práce Williama Tharpa se rodina neustále stěhovala, dokud v roce 1931 neodešel do důchodu. V té době už Marie chodila do více než 17 veřejných škol v Alabamě, Iowě, Michiganu a Indianě, což jí ztěžovalo navazování přátelství. Její matka zemřela, když bylo Marii 15 let. Obzvláště důležitý pro ni byl celý školní rok ve Florenci v Alabamě. Tam navštěvovala hodinu s názvem Současná věda, ve které se dozvěděla o moderních vědcích a jejich výzkumných projektech. Kromě toho o víkendech podnikala školní exkurze, které měly za cíl studium stromů a skal.
Poté, co její otec odešel do důchodu[kdy?] se přestěhovala na farmu v Bellefontaine v Ohiu, kde vystudovala místní střední školu. Mezi střední a vysokou školou několik let pracovala na rodinné farmě. V roce 1939 nastoupila na Univerzitu v Ohiu, kde „měnila obor každý semestr“.
Tharpová v roce 1943 promovala z Univerzity v Ohiu s bakalářskými tituly v angličtině a hudbě.
Po japonském útoku na Pearl Harbor mnoho mladých mužů opustilo školy a univerzity a připojilo se k ozbrojeným silám. Během druhé světové války pracovalo více žen v profesích, jako je ropná geologie, které byly obvykle vyhrazeny mužům. „S učebnami, kde během válečných let neseděli žádní muži, se Michigan – který nikdy nepouštěl ženy do svého geologického programu – snažil zaplnit prázdná místa,“ ačkoli méně než 4 % všech doktorátů z přírodních věd v té době získávaly ženy. Poté, co absolvovala kurz geologie v Ohiu, navštěvovala program ropné geologie na Univerzitě v Michiganu v Ann Arbor, kde v roce 1944 získala magisterský titul.
Po promoci začala Tharpová pracovat jako juniorní geolog ve společnosti Stanolind Oil v Tulse v Oklahomě, ale zjistila, že společnost ženám nedovoluje pracovat v terénu. Tharpové bylo povoleno pouze koordinovat mapy a data pro cesty mužských kolegů. Zatímco ještě pracovala jako geoložka pro společnost Stanolind Oil, zapsala se na matematickou fakultu na Univerzitě v Tulse, kde získala druhý bakalářský titul.

## Kariéra
V roce 1948 už za sebou Tharpová měla čtyři roky v Tulse a chtěla ve svojí kariéře postoupit dál. Přestěhovala se do New Yorku. Nejdříve hledala práci v Americkém přírodovědném muzeu, ale poté, co zjistila, jak časově náročný je paleontologický výzkum, našla si místo Kolumbijské univerzitě. Nakonec našla práci u Maurice Ewinga v geologické observatoři. Je zvláštní, že při pracovním pohovoru se nezmínila, že má magisterský titul z geologie. Tharpová byla jednou z prvních žen, které v geologické observatoři pracovaly.
Za svého působení v observatoři potkala Bruce Heezena. Na počátku společné práce použili fotografická data k lokalizaci sestřelených vojenských letadel z druhé světové války. Nakonec pracovala výhradně pro Heezena a kreslila mapy dna oceánu. Tharpová byla zaměstnána a nepřetržitě povyšována od roku 1952 do roku 1968. Kvůli studené válce vláda USA zakázala zveřejňovat mapy mořského dna ze strachu, že by je mohly používat sovětské ponorky.
Prvních 18 let jejich spolupráce Heezen shromažďoval batymetrická data na palubě výzkumné lodi Vema, zatímco Tharpová pomocí těchto dat kreslila mapy, protože ženám bylo v té době zakázáno pracovat na lodích. V roce 1968 se mohla připojit k expedici na lodi USNS Kane. Použila data shromážděná na výzkumné lodi Atlantis Oceánografického institutu Woods Hole a seismografická data z podmořských zemětřesení. Její práce s Heezenem představovala první systematický pokus zmapovat celé dno oceánu.
Již v polovině 19. století John Murray a Johan Hjort zhruba načrtli podmořské pohoří v Atlantiku. Marie Tharpová také objevila příkopovou propadlinu na svých přesnějších grafických znázorněních Středoatlantského hřbetu, které byly založeny na nově naměřených datech získaných pomocí echolotu. Trvalo jí rok, než o tom přesvědčila Bruce Heezena. Později zmapovala i další středooceánské hřbety.

## Teorie kontinentálního driftu

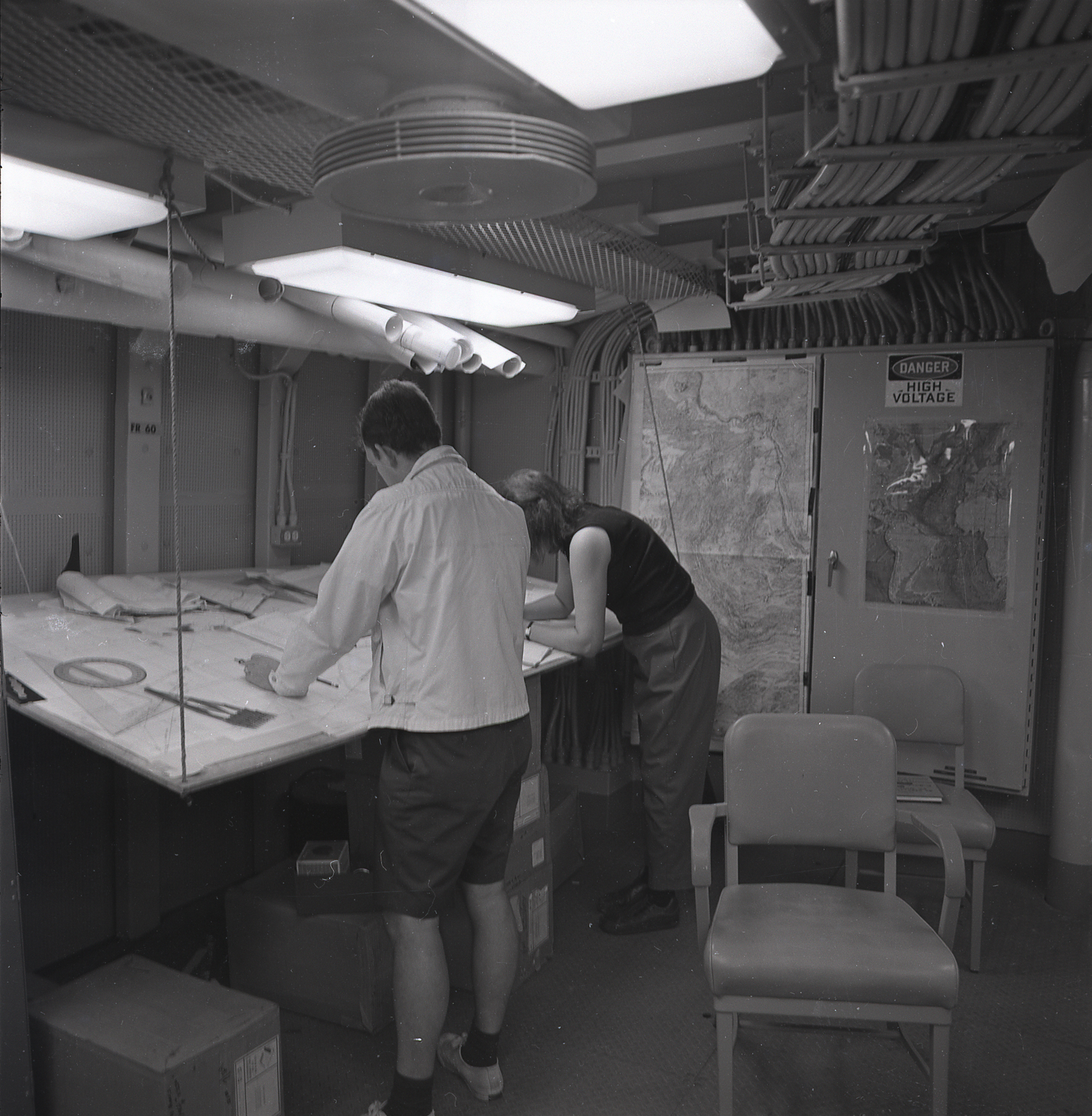
Don Blomquist a Marie Tharpová u výkresového stolu; lze vidět mapy Středoatlantského hřbetu

Před začátkem 50. let 20. století vědci věděli jen velmi málo o struktuře oceánského dna. Přestože studium geologie na souši bylo levnější a jednodušší, nebylo možné porozumět celkové struktuře Země bez znalosti struktury a vývoje mořského dna.
V roce 1952 Tharpová pečlivě srovnala sondážní profily z lodi Atlantis, získané v letech 1946–1952, a jeden profil z námořní lodi Stewart získané během roku 1921. Vytvořila celkem přibližně šest profilů táhnoucích se od západu na východ přes severní Atlantik. Z těchto profilů byla schopna prozkoumat batymetrii severních úseků Středoatlantského hřbetu. I dentifikovala zarovnanou strukturu ve tvaru písmene V, která plynule procházela osou hřebene, a věřila, že by to mohla být příkopová propadlina vytvořená roztržením oceánského povrchu. Heezen zpočátku nebyl o této myšlence přesvědčen, protože by podpořila existenci kontinentálního driftu, tehdy kontroverzní teorii. V té době mnoho vědců, včetně Heezena, věřilo, že kontinentální drift je nemožný. Místo toho na nějaký čas upřednostňoval hypotézu expandující Země a její vysvětlení zavrhl jako „dívčí řeči“.
Heezen brzy najal Howarda Fostera, aby nakreslil mapu umístění epicenter zemětřesení v oceánech pro projekt spojující rozsáhlé turbiditní proudy s podmořskými zemětřeseními. Vytvoření této mapy se ukázalo jako užitečný sekundární soubor dat pro zkoumání batymetrie Středoatlantského hřbetu. Když byla Fosterova mapa překryta profilem Středoatlantského hřbetu Tharpové, bylo jasné, že umístění těchto epicenter koreluje s příkopovou propadlinou. Tharpová se tak přesvědčila, že na hřebeni Středoatlantského hřbetu příkopová propadlina opravdu existuje. Teprve poté, co viděl, že umístění epicenter zemětřesení je v souladu s příkopovou propadlinou, přijal Heezen její hypotézu a obrátil se k alternativním teoriím deskové tektoniky a kontinentálního driftu.

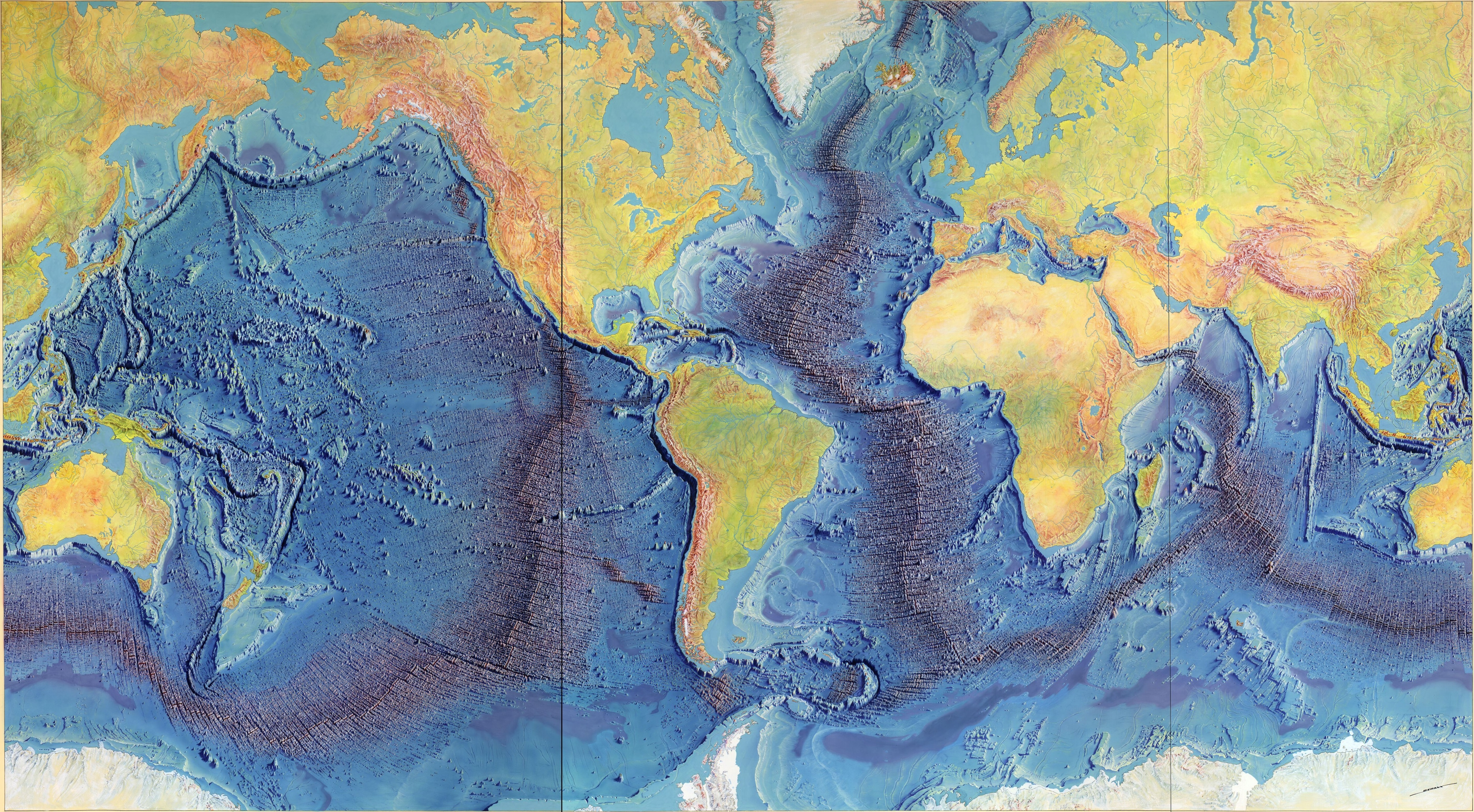
Obraz Středooceánského hřbetu od Heinricha Beranna (1977) na základě vědeckých profilů Marie Tharpové a Bruce Heezena

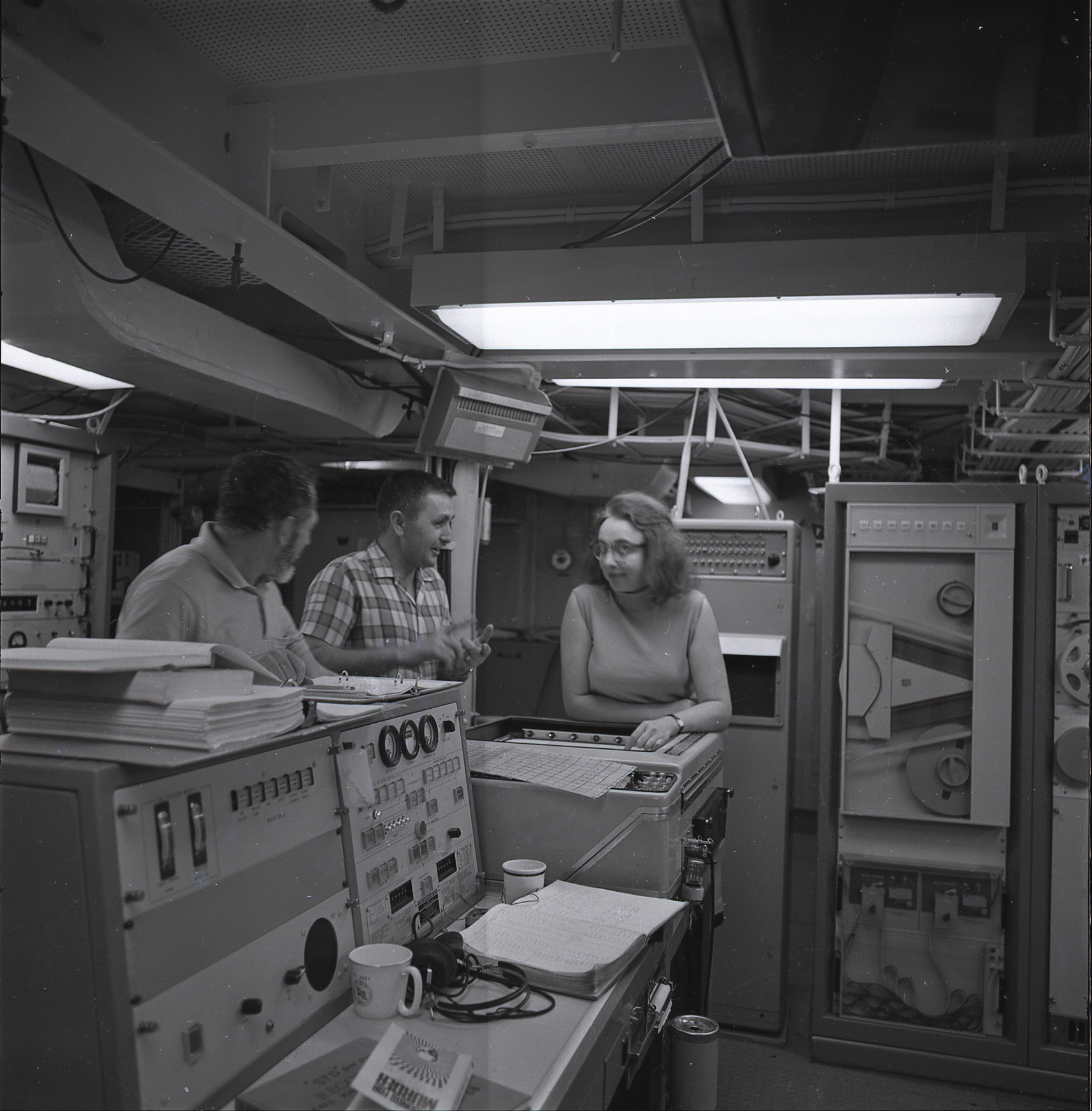
Marty Weiss, Al Ballard a Marie Tharpová konverzují o první plavbě na USNS Kane, cca 1968

Tharpová a Heezen v roce 1957 publikovali svou první fyziografickou mapu severního Atlantiku. Přesto se její jméno neobjevuje v žádném z hlavních článků o deskové tektonice, které Heezen a další publikovali v letech 1959 až 1963. Tharpová pokračovala ve spolupráci s postgraduálnímy studenty na dalším mapování rozsahu centrální příkopové propadliny. Prokázala, že příkopová propadlina sahá spolu se Středoatlantským hřbetem až do jižního Atlantiku, a našla podobnou propadlinu v Indickém oceánu, Arabském moři, Rudém moři a Adenském zálivu. Následně ve spolupráci s rakouským krajinářem Heinrichem Berannem Tharpová a Heezen vytvořili mapu celého oceánského dna, kterou v roce 1977 vydalo nakladatelství National Geographic pod názvem The World Ocean Floor (česky: Dno světového oceánu). Ačkoli Tharpová byla později uznána a oceněna za svou práci na Středoatlantském hřbetu, byl to Heezen, kdo v té době v roce 1956 zveřejnil a získal uznání za učiněný objev.

## Důchod a smrt
Po) Heezenově smrti Tharpová pokračovala až do roku 1983 v práci na fakultě Kolumbijské univerzity, poté provozovala obchod s distribucí map v South Nyacku. Tharpová v roce 1995 darovala svou sbírku map a poznámky oddělení map a geografie Knihovně Kongresu. V roce 1997 získala Tharpová dvojí vyznamenání od Knihovny Kongresu, která ji označila za jednu ze čtyř největších kartografů 20. století a zařadila její dílo na výstavu v rámci oslav 100. výročí své Geografické a mapové divize. V roce 2001 získala ve své domovské instituci první výroční cenu Lamont–Doherty Heritage Award za celoživotní dílo průkopnice oceánografie. Zemřela 23. srpna 2006 na rakovinu v Nyacku ve státě New York ve věku 86 let.

## Osobní život
V roce 1948 se provdala za Davida Flanagana a přestěhovala se s ním do New Yorku. Rozvedli se v roce 1952.

## Ceny a vyznamenání
Jako mnoho vědců byla Marie Tharpová uznávána hlavně později v životě. Mezi její ocenění patří:
- 1978 – Hubbardova medaile Národní geografické společnosti
- 1996 – Cena Společnosti geografek za mimořádný úspěch
- 1999 – Cena Oceánografického institutu Woodse Hola
- 2001 – Lamont–Doherty Earth Observatory Heritage Award[26]